# Matt Mead
Matthew Hansen "Matt" Mead (født 11. marts 1962 i Jackson, Wyoming) er en amerikansk politiker. Han var den 32. guvernør for den amerikanske delstat Wyoming fra 2011 indtil 2019. Han er medlem af det Republikanske parti.
Mead blev valgt til guvernør den 2. november 2010 og overtog embedet den 3. januar 2011.